# Iglesia de San Carlos (Montecarlo)
La Iglesia de San Carlos de Montecarlo (en francés: Église Saint-Charles de Monte-Carlo)  es una iglesia parroquial del Principado de Mónaco, situada en pleno centro de Montecarlo. El príncipe Carlos III de Mónaco la mandó construir en el siglo XIX en el sitio donde se ubicaba la antigua capilla de san Lorenzo (chapelle Saint-Laurent).
La primera piedra fue colocada el 9 de noviembre de 1879 por monseñor Charles Theuret. El trabajo realizado en el año 1880 se llevó a cabo con rapidez, bajo la dirección de Carlos Lernormand, el arquitecto que también diseñó la Catedral de Mónaco y la Iglesia de Nuestra Señora de Niza.
La inauguración se llevó a cabo el 26 de marzo de 1883. La iglesia fue erigida como parroquia el 15 de marzo de 1887 y fue consagrada el 9 de noviembre de 1912 por monseñor Arnal du Curel.